# 837 Schwarzschilda
För andra betydelser, se Schwarzschild.
837 Schwarzschilda eller 1916 AG är en asteroid i huvudbältet, som upptäcktes den 23 september 1916 av den tyske astronomen Max Wolf. Asteroiden namngavs senare efter den tyske astronomen och astrofysikern Karl Schwarzschild.
Schwarzschildas senaste periheliepassage skedde den 25 maj 2021.[Uppdatering behövs] Dess rotationstid har beräknats till 24 timmar.